# L'Herbergement
L'Herbergement is een gemeente in het Franse departement Vendée (regio Pays de la Loire) en telt 1896 inwoners (1999). De plaats maakt deel uit van het arrondissement La Roche-sur-Yon.

## Geografie
De oppervlakte van L'Herbergement bedraagt 16,7 km², de bevolkingsdichtheid is 113,5 inwoners per km².
De onderstaande kaart toont de ligging van L'Herbergement met de belangrijkste infrastructuur en aangrenzende gemeenten.

## Demografie
Onderstaande figuur toont het verloop van het inwonertal (bron: INSEE-tellingen).
1. ↑  Populations de référence 2022.